# Tatje Bartig-Prang
Tatje Bartig-Prang  (* 15. September 1978 in Kiel) ist eine deutsche Kulturwissenschaftlerin und Buchautorin. Ihr Themenschwerpunkt ist Empowerment im Rahmen bindungsorientierter Elternschaft.

## Leben
Bartig-Prang absolvierte ihr Studium in Deutschland, Frankreich und den USA. Sie ist als freischaffende Autorin, Journalistin, Illustratorin und Dozentin tätig. Sie konzipiert und leitet interdisziplinäre Fortbildungen für Fachpersonal der Elternarbeit. Bartig-Prang tritt regelmäßig als Referentin bei Fachkongressen auf.
Sie lebt mit ihrer Familie in Schleswig-Holstein.

## Werke
- Picky Eaters : Was Sie tun können, wenn Ihr Kind nicht essen will. Graefe und Unzer, München 2020, ISBN 978-3-8338-7459-8.
- Die einfachsten Breifrei-Rezepte aller Zeiten. TRIAS Thieme Verlagsgruppe, Stuttgart 2020, ISBN 978-3-432-11148-3.
- Bindung macht stark. Attachment Parenting ganz entspannt im Alltag leben. TRIAS Thieme Verlagsgruppe, Stuttgart 2018, ISBN 978-3-432-10678-6 (Illustratorin: Tatje Bartig-Prang).
- Breifrei. TRIAS Thieme Verlagsgruppe, Stuttgart 2017, ISBN 978-3-432-10454-6.
- Autogene Geburt. Mit Hypnobirthing selbstbestimmt gebären. TRIAS Thieme Verlagsgruppe, Stuttgart 2016, ISBN 978-3-432-10227-6 (Sprecherin Audio CD & Illustratorin: Tatje Bartig-Prang).
- Pipi. Kacka. TRIAS Thieme Verlagsgruppe, Stuttgart 2015, ISBN 978-3-8304-8253-6.